# Bundestagswahlkreis Cuxhaven
Der Bundestagswahlkreis Cuxhaven war ein Wahlkreis für die Wahlen zum Deutschen Bundestag in Niedersachsen. Er umfasste den Landkreis Cuxhaven.

## Geschichte
Der Wahlkreis war bei der Bundestagswahl 1949 die Nummer 10 der niedersächsischen Wahlkreise. Für die Bundestagswahlen 1953 bis 1961 hatte er die Nummer 32 und ab der Bundestagswahl 1965 die Wahlkreisnummer 24. Bei den Bundestagswahlen 1949 bis einschließlich 1961 hieß der Wahlkreis Cuxhaven – Hadeln – Wesermünde.
Das Wahlkreisgebiet wurde in den Jahren seines Bestehens nicht verändert. Es bestand die gesamte Zeit über aus der Stadt Cuxhaven, dem Landkreis Land Hadeln und dem Landkreis Wesermünde, die 1977 zum neuen Landkreis Cuxhaven zusammengelegt wurden.
Im Zuge der Neuordnung der Wahlkreise vor der Bundestagswahl 2002 wurde der Wahlkreis aufgelöst und das Wahlkreisgebiet auf die neu geschaffenen Wahlkreise Cuxhaven – Osterholz und Stade – Cuxhaven aufgeteilt.

## Abgeordnete
Direkt gewählte Abgeordnete des Wahlkreises Cuxhaven – Hadeln – Wesermünde bzw. Cuxhaven waren:
| Jahr | Name                  | Partei | Anteil der Erststimmen |
| ---- | --------------------- | ------ | ---------------------- |
| 1998 | Annette Faße          | SPD    | 54,1 %                 |
| 1994 | Annette Faße          | SPD    | 46,0 %                 |
| 1990 | Wolfgang von Geldern  | CDU    | 46,3 %                 |
| 1987 | Wolfgang von Geldern  | CDU    | 46,3 %                 |
| 1983 | Wolfgang von Geldern  | CDU    | 48,5 %                 |
| 1980 | Karl-Arnold Eickmeyer | SPD    | 50,9 %                 |
| 1976 | Wolfgang von Geldern  | CDU    | 48,0 %                 |
| 1972 | Hans Hermsdorf        | SPD    | 50,9 %                 |
| 1969 | Heinrich Schröder     | CDU    | 48,6 %                 |
| 1965 | Heinrich Schröder     | CDU    | 51,5 %                 |
| 1961 | Hans Hermsdorf        | SPD    | 37,1 %                 |
| 1957 | Hans Hermsdorf        | SPD    | 31,8 %                 |
| 1953 | Karl Müller1)         | DP     | 52,3 %                 |
| 1949 | Arthur Mertins        | SPD    | 34,3 %                 |

1)1953 war Müller der gemeinsame Kandidat eines Wahlbündnisses von CDU, FDP und DP. Die CDU und die FDP stellten keine eigenen Kandidaten auf und riefen zur Wahl von Müller auf.